# 富士総合火力演習

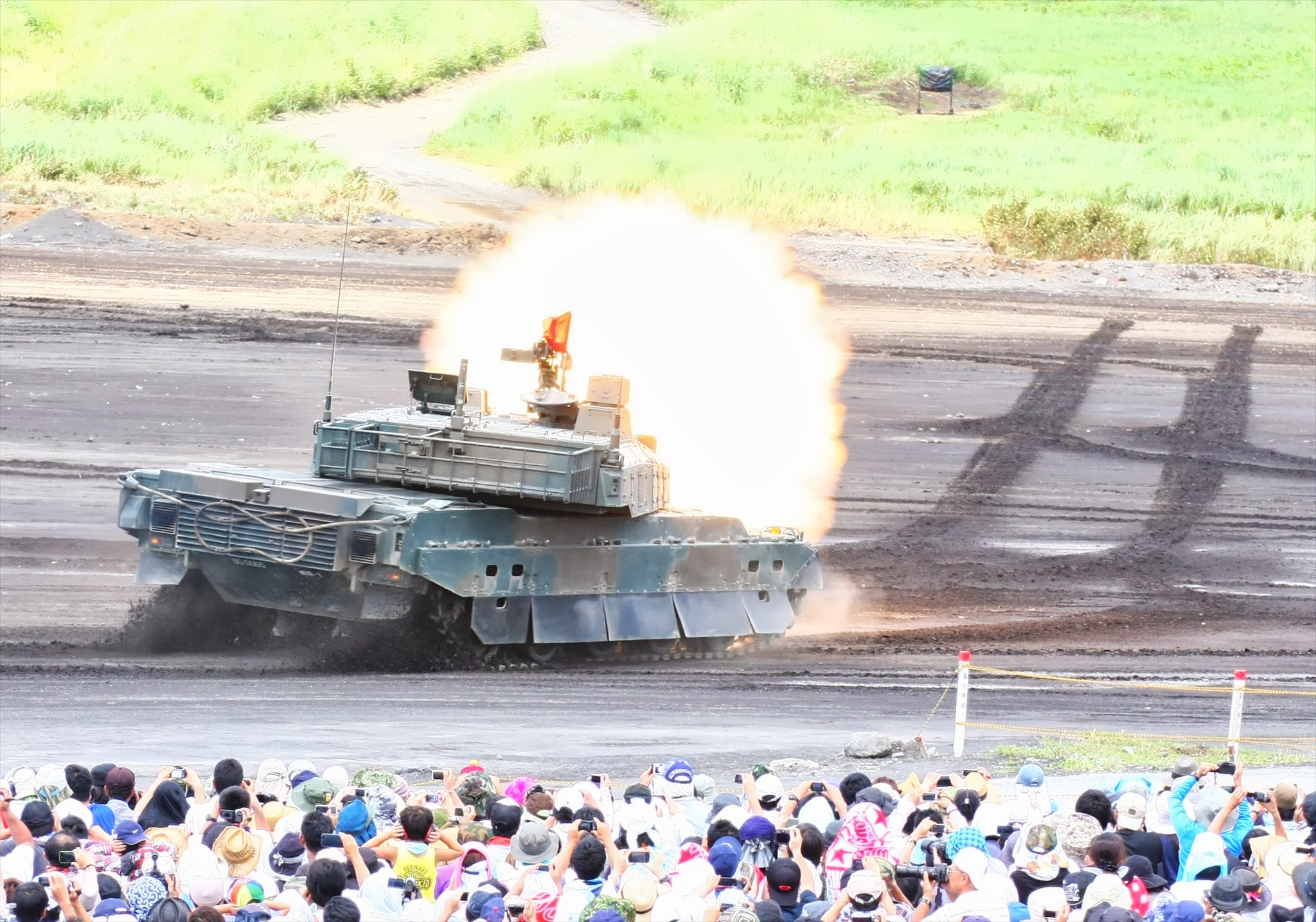
観客の前で120mm戦車砲の射撃を行う10式戦車（2013年）

富士総合火力演習（ふじそうごうかりょくえんしゅう）は、陸上自衛隊の演習の一つ。静岡県御殿場市の東富士演習場畑岡地区で実施される。略して総火演（そうかえん）とも呼ばれる。防衛省による英語訳は「Fuji Firepower Review」、陸上自衛隊では「Fuji Firepower Exercise」と表記している。また、「Fuji Firepower Demonstration」と呼ばれることもある。
陸上自衛隊富士学校の学生に火力戦闘の様相を認識させる目的で1961年（昭和36年）から開始された。1966年（昭和41年）以降は自衛隊に対する国民の理解を深める目的で一般公開を行い、その規模は国内最大の実弾射撃演習と言われている。当初は「総合展示演習」という名称だったが、1972年（昭和47年）に「総合火力演習」と改称され現在に至っている。

## 実施目的
隊員の育成や部隊戦技の向上、日本国民への広報を目的に行われるが、諸外国に対して軍事プレゼンスを誇示する示威活動としての側面もあり、在日米軍や周辺各国の駐在武官等も招待され、国外向けに英語の解説記事も公開されている。

## 実施状況

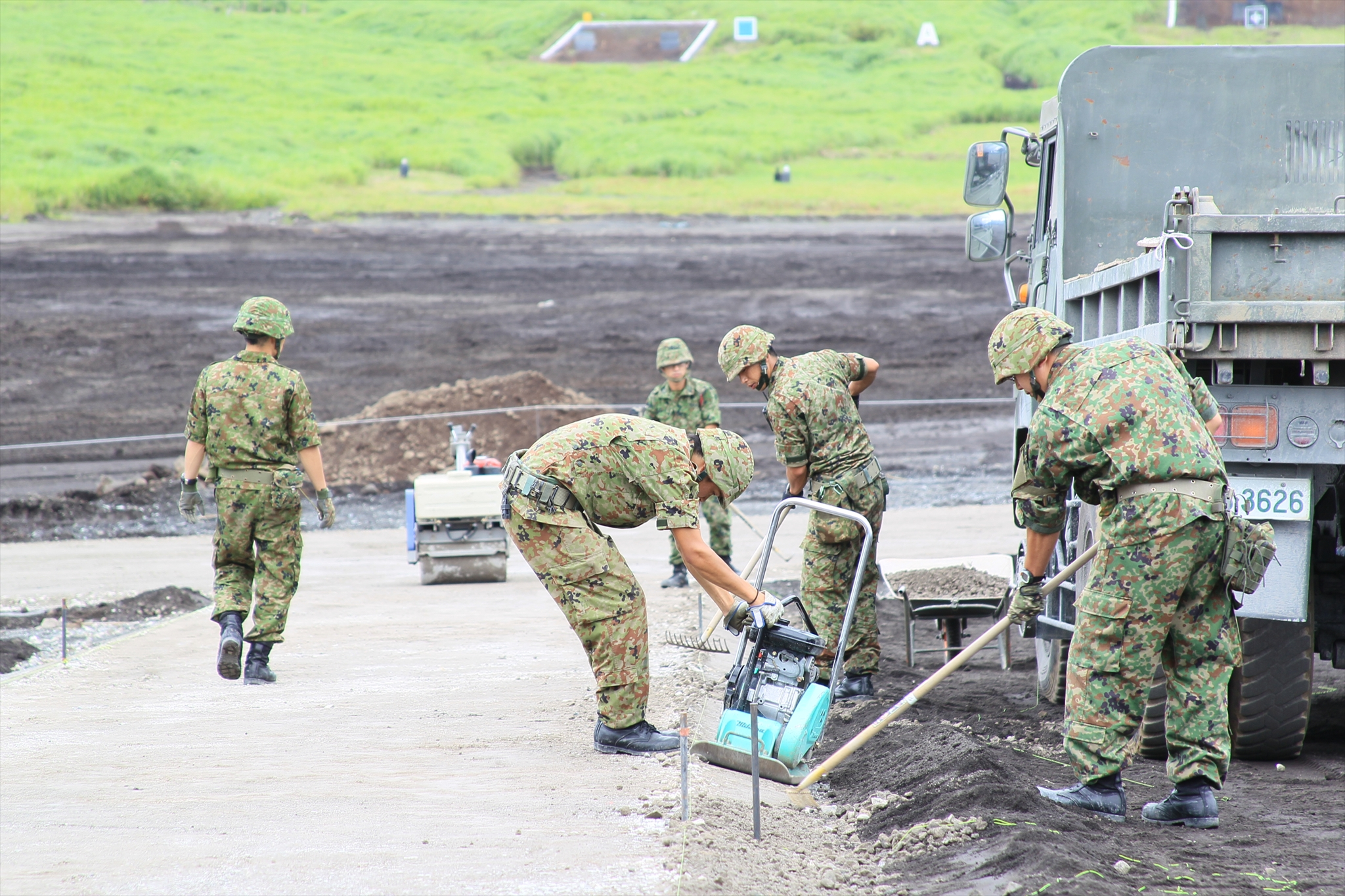
会場の準備作業を行う陸自隊員

訓練そのものは7月から準備を始めて、8月にほぼ1ヶ月かけて行われている。その後、展示演習が8月下旬ないし9月上旬ころに数度行われる。富士学校主催の一般非公開の演習（団予行、学校予行、教育演習）と、陸上幕僚監部主催の一般公開の演習（公開演習）があるが、本来の目的は前者であるので、公開演習は陸上自衛隊の広報活動の一環といえる（公開演習の主催が陸幕となっているのはこのため）。なお学校予行・教育演習日などの夜には夜間演習も行われる。
公開演習には防衛大臣が臨席することもある。また、在日米軍関係者や外国の駐在武官といった軍関係者の他、自衛隊員の家族も招待されている。平成15年度においては、つんくや長嶋茂雄など軍や国賓以外で名声のある人が招待されている。滅多に目にすることができない実弾射撃などを目の前で見られることで人気があり、平成26年度の来場者数は約2万9,000人である。YouTubeを始めとする動画投稿サイトや衛星放送を介した生中継も行われている。
2020年（令和2年）度は、東京オリンピック・パラリンピックや夏における災害対応から同年5月24日に繰り上げ実施された。ただし、新型コロナウイルス感染症の流行を鑑み、一般公開は中止してインターネット配信のみ実施、観覧は静岡県の部隊・学校等に限定、参加部隊も富士教導団以外では第1施設団の10名のみ、という異例の措置が取られた。さらに21・22年度も同様。
2023年（令和5年）度以降もインターネットによるライブ配信を継続し、観客を入れての一般公開を行わないことを同年3月31日に発表した。
2025年（令和7年）度は、青少年や再就職援護協力企業等の招待およびライブ映像配信、報道公開を実施する旨が発表された
。
また、三重県内在住の人を対象とした参加募集（抽選）

も行われた。

## 展示演習

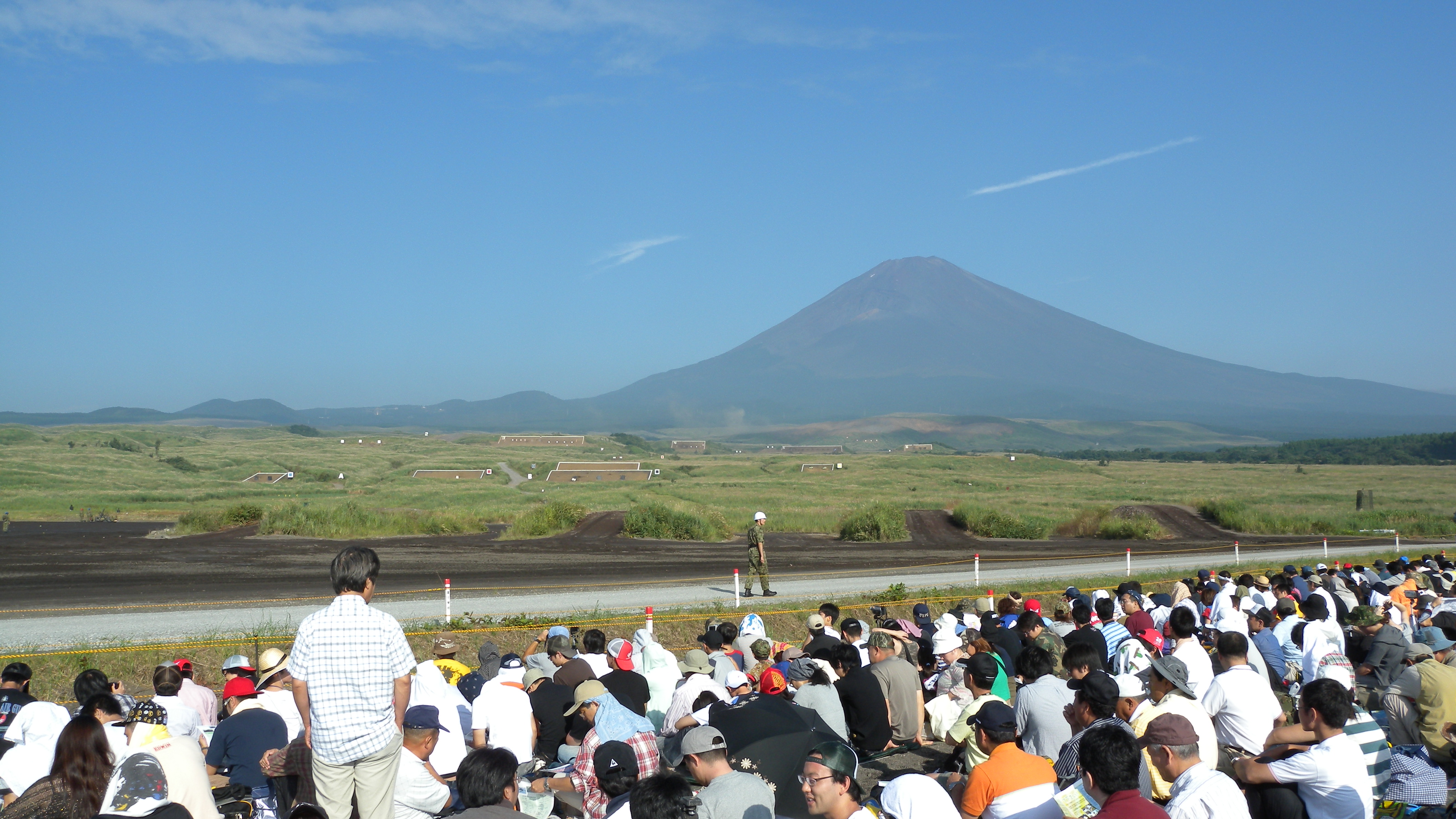
演習開催会場である東富士演習場畑岡地区から見た富士山。この様に快晴なのは希である。

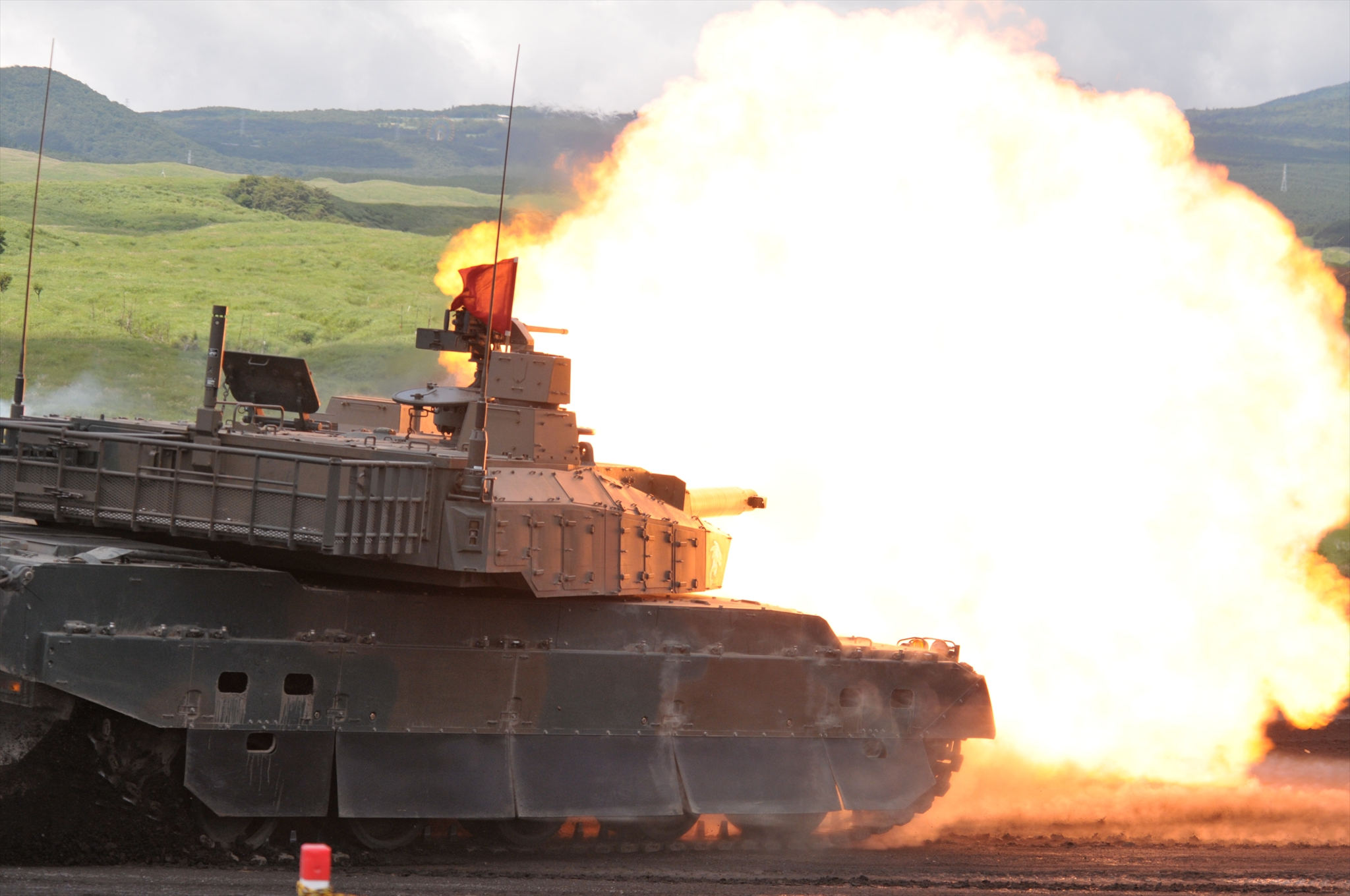
観客の眼前で射撃が行われる

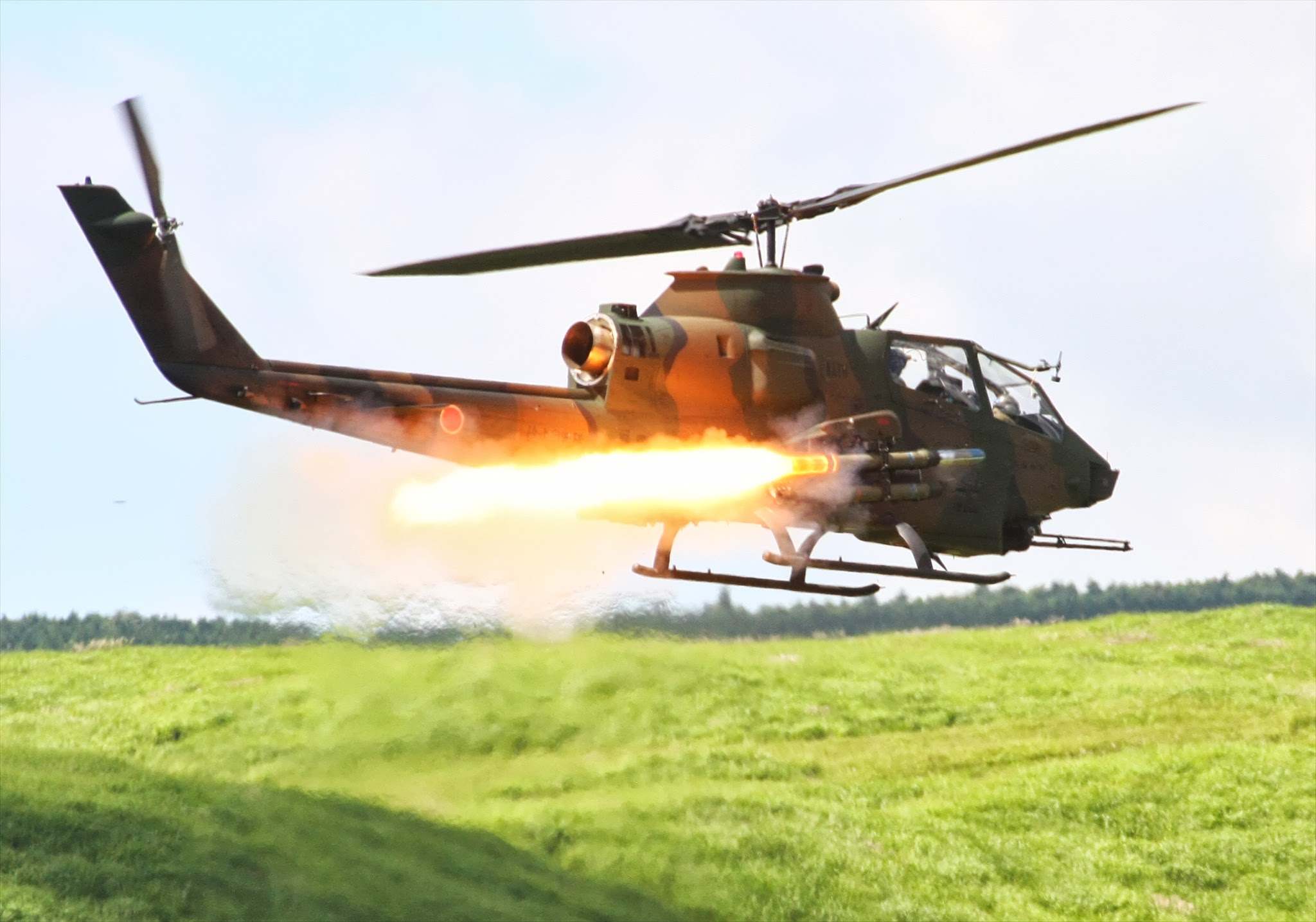
各種ヘリの射撃も展示される

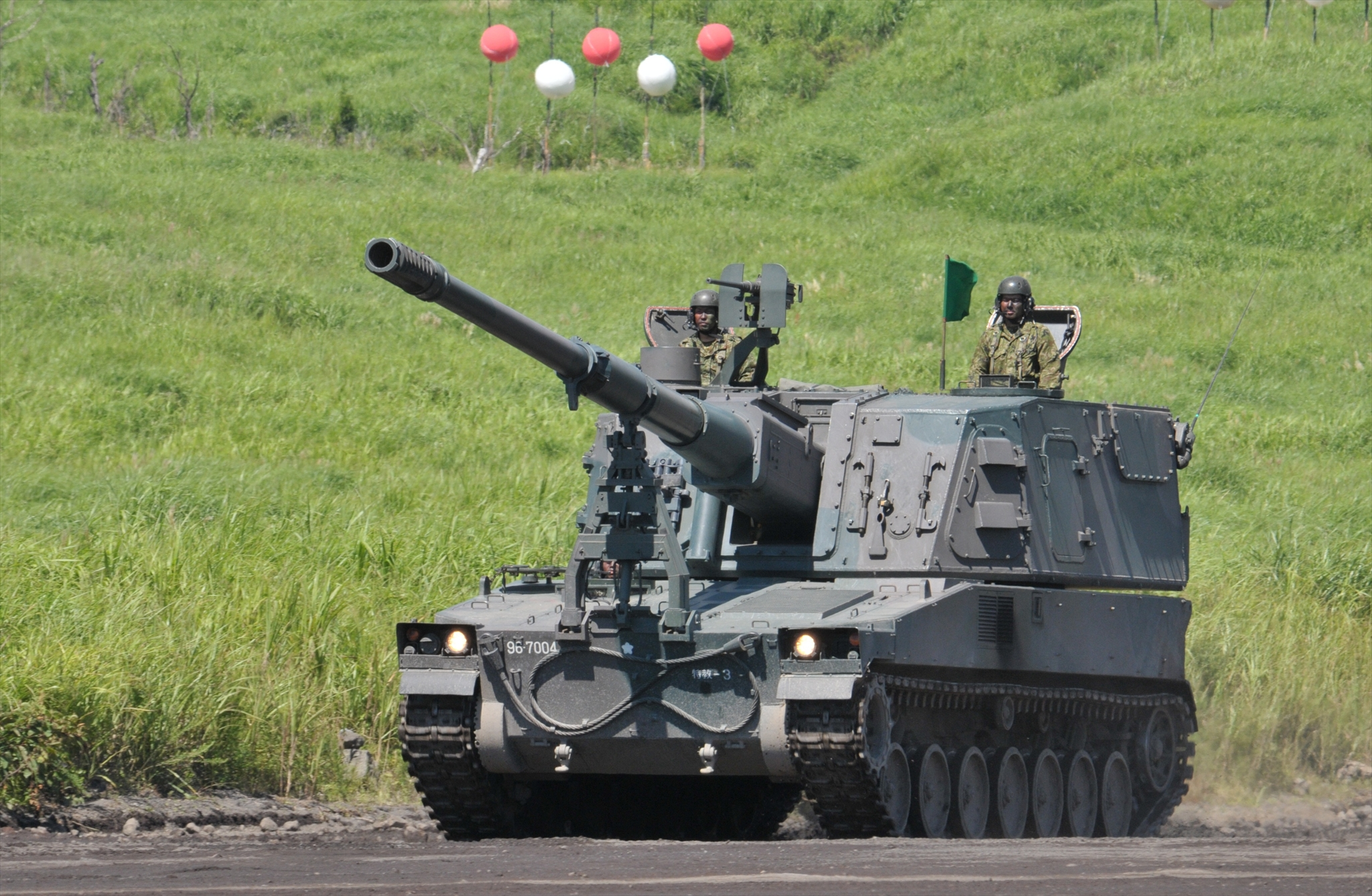
99式自走155mmりゅう弾砲

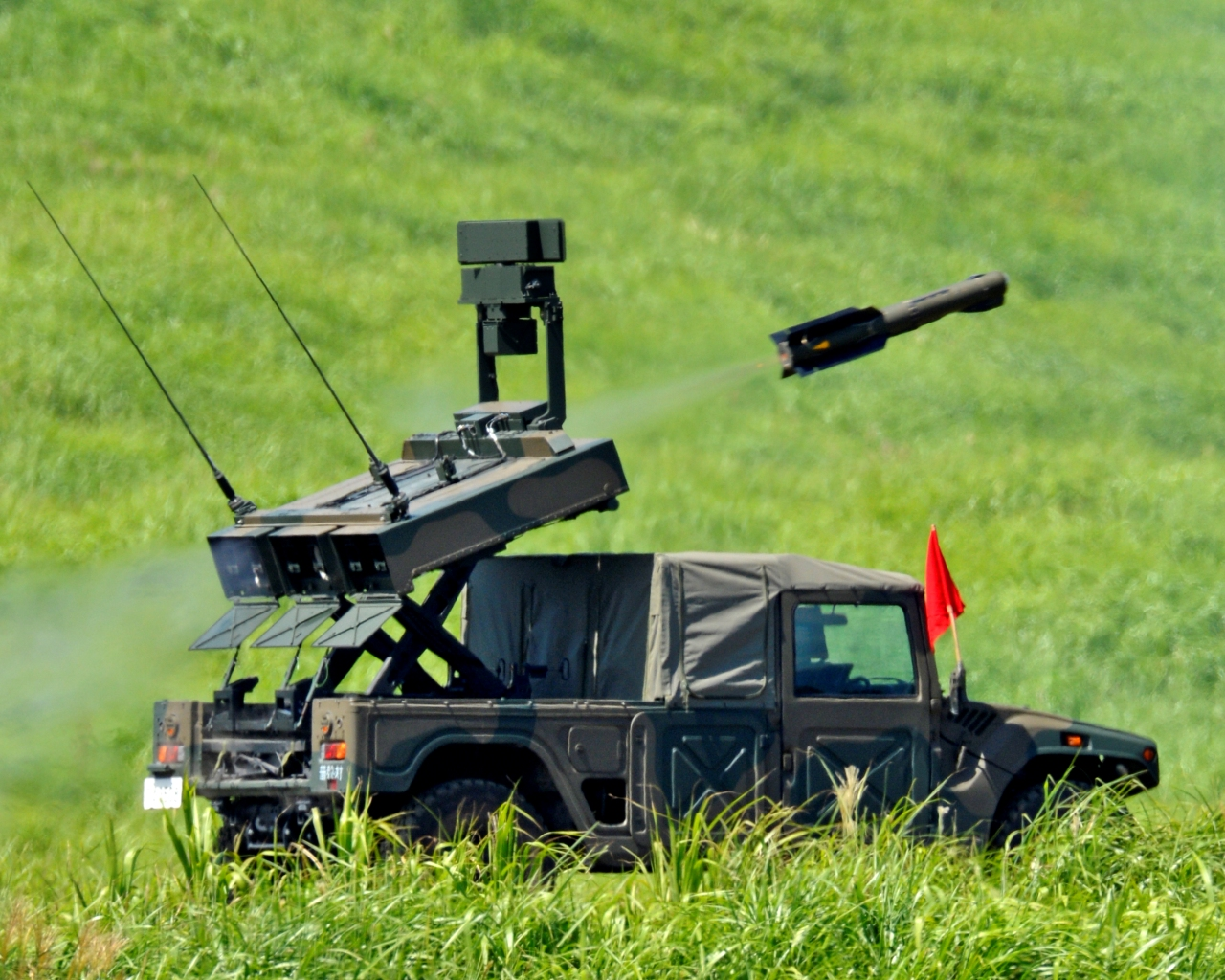
中距離多目的誘導弾

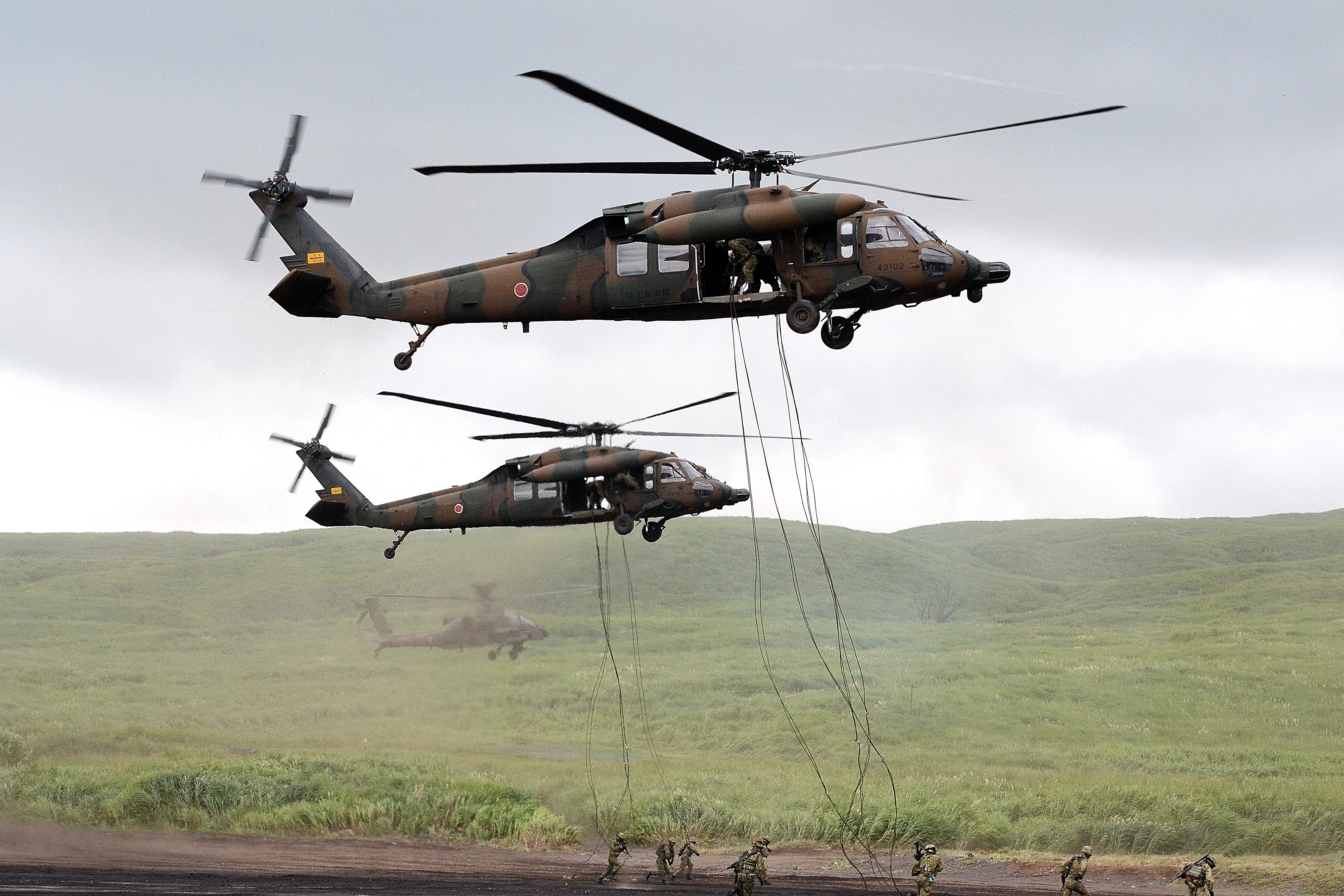
UH-60JAによる先遣小隊の降下（手前）とそれを援護するAH-64D（奥）

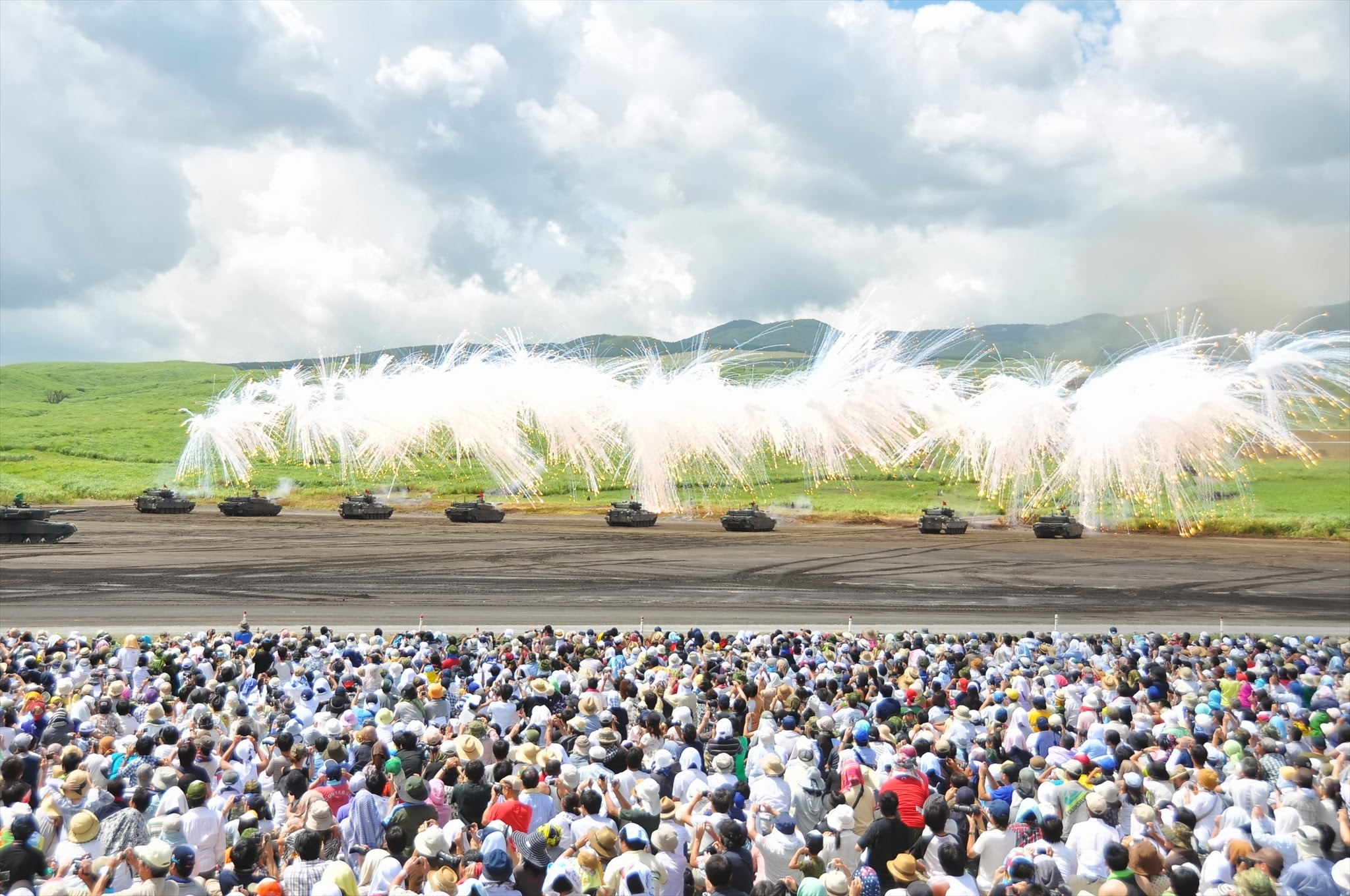
フィナーレにおける煙幕の一斉展開

戦闘車両や火砲などによる実弾射撃（実弾の他に演習弾も使用）や、航空自衛隊戦闘機による対地爆撃（安全上、地上設置の爆薬による模擬爆撃で実弾投下は行わない）、輸送機からの空挺降下やヘリコプターからのヘリボーンなどが実演される。前述のように広報と示威の目的もあるため多少ショーアップされた演目もある。
射撃は観覧席前の演習展示地域から北西方向（富士山方向）に設定された複数の目標地域に向けて行われ、一部装備については安全上の理由等により遠隔地から発射を行う。車載機銃や小銃等の排莢口（薬莢蹴出窓）には通常の射撃訓練と同じく薬莢受けが取り付けられる。会場では実演できない演目や射撃等については大型スクリーンで代わりの映像を放映する。観覧席から主な目標地域（色の台、数字の台、二段山、三段山）までの距離はおよそ600mから3,000mとされる。

### 演習プログラム
演習は陸上自衛隊の主要装備品を順次紹介する前段演習、目標地域を敵部隊の防御陣地と想定して諸職種協同での戦闘様相を展示する後段演習の2部構成で実施される。全体の構成は例年ほぼ共通であるが、新規装備の配備や防衛計画の大綱（防衛大綱）の改定などに伴って随時見直されている。後段演習の開始時には「状況開始」、終了時には「状況終わり」の号令がかかる。
後段演習は主に富士教導団が総合戦闘力を最大限に発揮して侵攻する敵部隊を攻撃する内容であるが、平成24年度からは陸海空3自衛隊の統合による作戦で島嶼部を防衛するシナリオに基づいて実施されている。2013年12月17日に閣議決定された「平成26年度以降に係る防衛計画の大綱について」（25大綱）において「島嶼への侵攻があった場合には、これを奪回する」と明記された。これに基づき水陸機動団の新編など本格的な水陸両用作戦能力が新たに整備されることなどを踏まえ、平成26年度以降は島嶼部を防衛し奪回するシナリオで実施された。
実施時間は概ね午前10時から正午まで。演習前後および休憩時間には音楽隊による演奏が行われる。終了後は演習展示地域にて装備品展示を行う（1時間程度）。
前段演習（陸上自衛隊の主要装備品の紹介）
- 遠距離火力 - 特科火力（99式自走155mmりゅう弾砲、155mmりゅう弾砲 FH70）
- 中距離火力 - 迫撃砲（81mm迫撃砲 L16、120mm迫撃砲 RT）、誘導弾（87式対戦車誘導弾、中距離多目的誘導弾、96式多目的誘導弾システム）
- 近距離火力 - 対人障害（指向性散弾）、普通科火力（01式軽対戦車誘導弾、対人狙撃銃、96式装輪装甲車、84mm無反動砲、89式装甲戦闘車 他）
- ヘリ火力（対戦車ヘリコプター AH-1S）
- 対空火力（87式自走高射機関砲）
- 戦車火力（90式戦車、10式戦車、16式機動戦闘車）
- 空挺降下（第1空挺団）

後段演習（島嶼部に対する攻撃への対応）
- ビデオ放映（リムパック2016（米国における米海兵隊との実動訓練））
  - 沿岸監視部隊等による警戒及び監視活動（JTPS-P23レーダー）
  - 島嶼部に配置した部隊による戦闘
    - 対舟艇射撃（中距離多目的誘導弾）
    - 火力誘導班による偵察活動・F-2による模擬精密爆撃（F-2戦闘機）
- 機動展開
  - 先遣部隊の機動展開
    1. 偵察活動（観測ヘリコプター OH-6D、多用途ヘリコプター UH-1J、偵察用オートバイ）
    2. 警戒援護及び制圧射撃（戦闘ヘリコプター AH-64D）
    3. 先遣小隊の降下（多用途ヘリコプター UH-60JA、輸送ヘリコプター CH-47JA）
    4. 降下の射撃援護（戦闘ヘリコプター AH-64D）
    5. 攻撃前進と要点確保（先遣小隊）
    6. 中隊主力の一部降着（輸送ヘリコプター CH-47J/JA、高機動車）
    7. 降着の射撃援護（対戦車ヘリコプター AH-1S）

  - 各自展開部隊の機動展開
- 奪回
  - 島嶼部に機動展開した部隊による奪回
    - 水陸機動部隊の上陸
    - 島嶼部に展開した部隊主力による戦闘
      1. 偵察活動（87式偵察警戒車、軽装甲機動車、偵察用オートバイ）
      2. 攻撃準備射撃（観測ヘリコプター OH-6D、特科火砲、普通科迫撃砲、模擬艦砲射撃）
      3. 射撃支援（87式対戦車誘導弾）
      4. 障害処理援護射撃（特科火砲）
      5. 障害処理（92式地雷原処理車）
      6. 前進支援射撃（観測ヘリコプター OH-6D、特科火砲）
      7. 攻撃前進（10式戦車、89式装甲戦闘車）
      8. 突撃支援射撃（特科火砲、普通科迫撃砲）
      9. 突撃（90式戦車、10式戦車、89式装甲戦闘車）
      10. 戦果拡張（戦車部隊、ヘリボーン部隊 他）

（以上は平成30年度の公開演習のプログラム）
なお、平成26年度 - 平成28年度では、上陸舟艇の排除の前に以下の展示を実施していたがスライド表示・ナレーションのみの紹介もしくは省略で実施されていない。
- 部隊配置
  - 沿岸監視部隊等による警戒及び監視活動（JTPS-P23レーダー）
  - 洋上における哨戒行動（P-3C哨戒機）
  - 敵艦艇に対する攻撃（F-2戦闘機）
  - 島嶼部に配置した部隊による戦闘
    - 情報収集活動（JTPS-P23レーダー）
    - 協同対艦攻撃（88式地対艦誘導弾/12式地対艦誘導弾・M230 MLRS）
    - 協同防空戦闘（03式中距離地対空誘導弾）
    - F-2による模擬精密爆撃（F-2戦闘機）

### 演習参加部隊
- 富士教導団 - 富士教導団本部付隊、普通科教導連隊、特科教導隊、戦車教導隊・偵察教導隊（現・機甲教導連隊）、教育支援施設隊
- 高射教導隊
- 教育支援飛行隊
- 化学教導隊
- 各方面隊隷下部隊（【89式装甲戦闘車】第11普通科連隊）
- 中央即応集団隷下部隊
- 海上自衛隊
- 航空自衛隊

（以上は平成26年度の公開演習の参加部隊）

### 演習の規模
- 人員：約2,300名
- 主要装備品：戦車・装甲車 約80両、各種火砲 約60門、航空機 約20機、その他車両 約600両
- 弾薬：約51トン（約5億円相当）
- 来場者数：2万4千人

（以上は平成29年度の公開演習の規模）

### 夜間演習
夜間演習は一般非公開で実施されているが、後述の「チケットを譲ってもらう」ことで一般人でも見学が可能な場合がある。
夜間演習3部構成であり、第1部は「暗視装置を使用した射撃」、第2部は「各種戦場照明および照明下の射撃」、第3部は「夜間における防御戦闘」となっている。訓練では見やすいように曳光弾を使用している。
以下は2017年度（平成29年度）の実施要綱である。なお、この年、10式戦車・01式軽対戦車誘導弾が夜間演習に初参加している。
- 射撃目標の説明および74式戦車投光器の性能確認
- 第1部「暗視装置を使用した射撃」
  - 小銃および機関銃による射撃（普通科火力）
  - 74式戦車の戦車砲・車載機関銃の射撃
  - 10式戦車の戦車砲・車載機関銃の射撃
  - 87式対戦車誘導弾の射撃
  - 01式軽対戦車誘導弾の射撃（ダイブモード）
  - 90式戦車・89式装甲戦闘車の走行
  - 90式戦車の戦車砲・車載機関銃の射撃
  - 89式装甲戦闘車の35mm機関砲・車載機関銃の射撃
- 第2部「各種戦場照明および照明下における射撃」
  - 81mm迫撃砲照明弾（100万カンデラ）下における120mm迫撃砲の照明下射撃
  - 120mm迫撃砲照明弾（160万カンデラ）下における特科火砲の照明下射撃
  - 84mm無反動砲照明弾（85万カンデラ）110mm個人携帯対戦車弾・84mm無反動砲（対戦車榴弾）の照明下射撃
  - 120mm迫撃砲IR照明弾下における特科火砲の赤外線照明下射撃

- 第3部「夜間における防御戦闘」
  - 畑岡地区において、砲迫・戦車に支援された敵歩兵に対し、第一線の増強普通科中隊による防御戦闘
    - 無照明下における特科火砲の攻撃準備破砕射撃
    - 対砲迫レーダーを活用した対砲迫戦・射撃
    - 120mm迫撃砲IR照明弾下における、81mm迫撃砲・特科火砲による弾幕射撃
    - 弾幕射撃最終弾に併せ、暗視装置による対機甲突撃破砕A号発動（10式戦車・90式戦車・74式戦車・89式装甲戦闘車）
    - A号から逃れ、下車展開した敵歩兵の突撃に対する、投光器・120mm迫撃砲照明弾を使用した対歩兵突撃破砕B号発動（普通科火力：小銃・機関銃）

## 一般公募

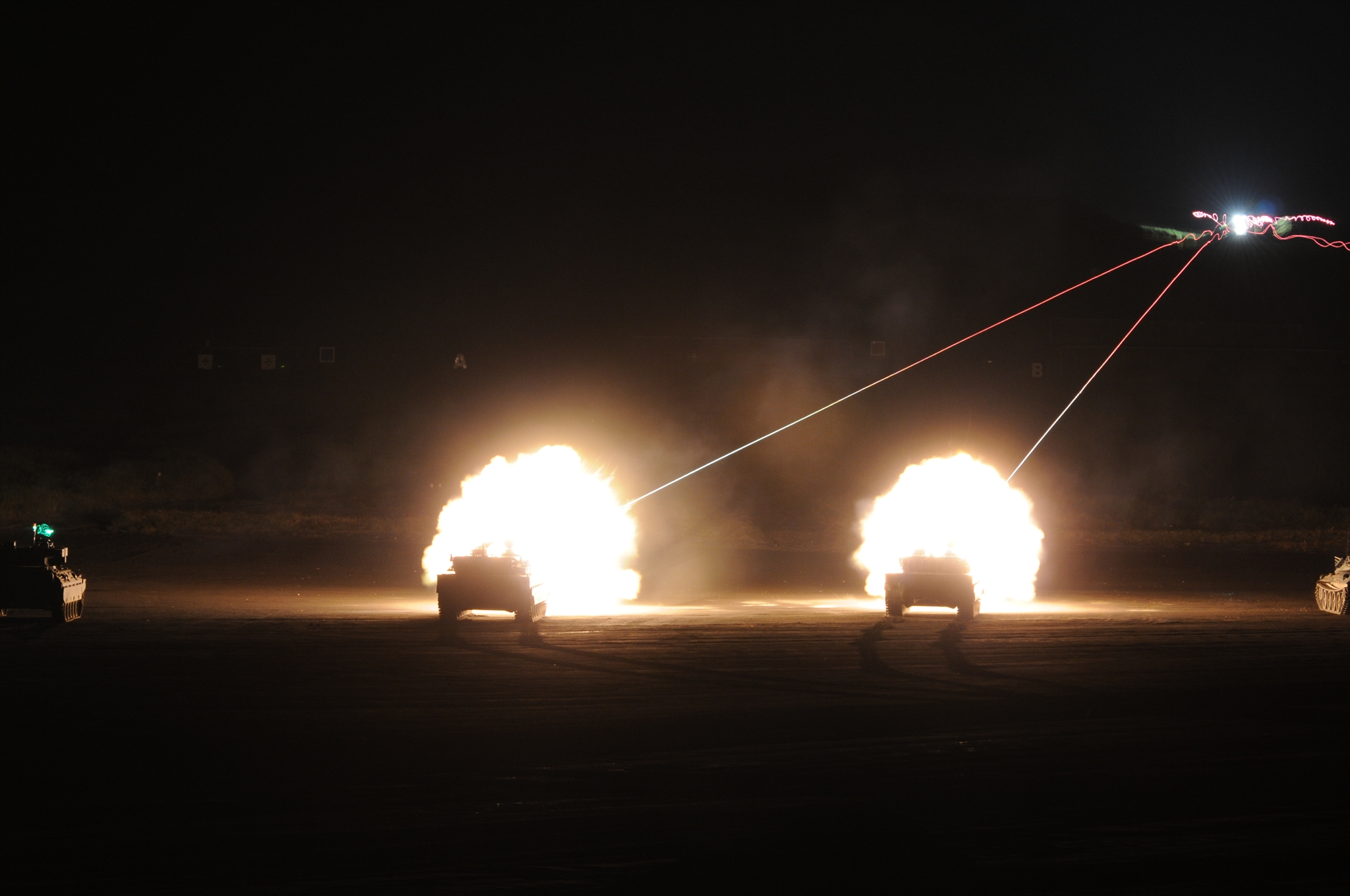
夜間演習

一般公開の演習（公開演習）を観覧するためには、一か月間の募集期間のうちに防衛省陸上自衛隊の総合火力演習観覧応募ページから応募し、当選する必要がある。以前は往復はがきでの応募があったが平成28年度を最後に廃止されている。
一般、青少年（29歳以下）、一般駐車券付き券が用意されているが、毎年高い倍率のため当選するのは難しい（平成21年度は、はがきによる応募総数が93,919通、インターネット応募総数は52,845通で、全平均倍率は28倍、駐車券付きで209.5倍となった）。この他に、雑誌やウェブサイトの抽選プレゼント用として少数配布されることもある。なお、一般非公開の演習（予行演習、夜間演習）の入場券は自衛官や一部報道にしか配布されないため、一般人が観覧するためには、関係者に譲ってもらうしかない。
なお、当日は一般の来場者向けに出店が並ぶため、店のアルバイトをすることで見学するという手段もある。

### 抽選方法
一般公募抽選会は防衛省内の会議室で行われ、陸幕監理部長、陸幕広報室長ら高級幹部も出席し、警務隊員立会のもと厳重に行われる。抽選はくじの形で行われる。当選した人には陸上幕僚監部より当選はがき（入場券）が送られる。

## 映像
陸上自衛隊がYouTubeに開設した広報チャンネルではダイジェストも含め平成21年度演習以降のビデオが公開されており、平成26年度演習のビデオは英語版も作成された。しかし令和6年度演習は生中継せず解説付きの編集版が配信
2010年（平成22年）8月29日に実施された平成22年度演習（公開演習）から、陸上自衛隊による生中継映像の公式ライブ配信がUstreamを通じて毎年行われていた。平成23年度演習からは、ニワンゴもニコニコ生放送の公式番組として同じ映像を放送し、平成25年度以降はニコニコ生放送の陸上自衛隊広報チャンネルで放送されている（平成24年度の生放送は機材トラブルのため中止）。平成25年度以降はひかりTVでもライブ配信とアーカイブのVOD配信を行っている。平成26年度以降はスカパー!で生中継されている。平成27年度はスカパー！が映像提供しティ・ジョイの映画館（新宿バルト9などシネマコンプレックス全国16劇場）でライブビューイングが実施された。

## 事故
安全に配慮されているとはいえ距離が近いため、事故による破片が観覧席まで飛散することがある。2015年8月22日午前11時頃、平成27年度富士総合火力演習（教育演習）の前段演習において、砲弾（120mm戦車砲用演習弾）の付属部品（離脱装弾筒）の金属製破片（縦横5cm、厚さ1cm程度）が当たり見学者の男性2名が足に軽傷を負う事故が発生した。2015年9月25日、陸上自衛隊富士学校は事故の原因について、過去の演習で使用された砲弾の付属部品の破片が、演習前に行われた演習場整備の際に離れた場所から戦車が通る機動路に紛れ込み、スラローム走行中の10式戦車の履帯（無限軌道）が強く跳ね上げ約50m先の観覧席に飛散させたとの推定を発表した。事故当時は10式戦車が発射した直後の砲弾の付属部品の破片が戦車後方の観覧席に飛んだと見られていたが、破片が後方に飛ぶ要因は見つからなかった。今後は訓練開始前に機動路の清掃を確実に実施するなど安全対策を徹底するとしている。
2017年8月24日には、富士学校による昼間の学校予行のあと、見学者の高齢男性が一時行方不明となった。日没までに発見できなかったため、安全のため夜間演習の学校予行が中止となった。なおこの男性は後にひとりで帰宅していたことが判明した（夜間演習自体は26日に本番が実施された）。
また別な例として、迫撃砲の不発射が観客の目の前で発生したことがあり、対策として至近距離での実射をやめて安全のために一定の距離をとることとなった。